# Момменхайм
Момменхайм (нем. Mommenheim) — община в Германии, в земле Рейнланд-Пфальц. 
Входит в состав района Ландкрайс Майнц Бинген. Подчиняется управлению Нирштайн-Оппенхайм.  Население составляет 3082 человека (на 31 декабря 2010 года). Занимает площадь 7,78 км².